# Guy Bergeron
Pour les articles homonymes, voir Bergeron.
Œuvres principales
- Série La Trilogie de l'orbe
- Série L'Héritière de Ferrolia
- Série Les Légendes d'Arménis
- Série Les Chroniques de l'Olympe

Guy Bergeron, né le 31 août 1964, est un écrivain québécois spécialisé en fantastique et fantasy. Il a aussi fait des escapades dans le science-ficion et le drame policier.
Son premier roman, L'Orbe et le Croissant, est publié par les Éditions Arion en 2006.
Les Éditions Porte Bonheur l'ont réédité, puis édité les deux tomes suivants formant La Trilogie de L'Orbe.
Il a ensuite écrit une deuxième trilogie L'héritière de Ferrolia en 2010. Auteur prolifique, il a ensuite publié Cœur de givre en avril 2011 et poursuivi avec une incursion dans le monde de la science-fiction en livrant un tome de la série des Clowns vengeurs, Valse macabre avril 2012. En pause d'écriture, il a créé 2 jeux de table avec son ami Stéphan Bilodeau en 2023.

## Œuvres
- La Trilogie de l'orbe Réédité aux éditions ADA sous le titre Au nom de Libra
  - L'Orbe et le Croissant (Québec, éditions Arion, 2006; Montréal, éditions Porte-Bonheur, collection La Clef, 2008. Réédité  sous le titre Feren, nécromancien, Montréal, éditions ADA, collection Panache, 2020)
  - Les Champions de Libra (Montréal, éditions Porte-Bonheur, collection La Clef, 2008. Réédité Montréal, éditions ADA, collection Panache, 2020)
  - Alliances (Montréal, éditions Porte-Bonheur, collection La Clef, 2008. Réédité Montréal, éditions ADA, collection Panache, 2020)
- L'Héritière de Ferrolia
  - Le Portail des ombres(Montréal, éditions Porte-Bonheur, collection La Clef, 2010. Réédité Montréal, éditions ADA, collection Panache, 2020)
  - La Dame blanche (Montréal, éditions Porte-Bonheur, collection La Clef 2010. Réédité Montréal, éditions ADA, collection Panache, 2020)
  - Le Règne de l'épervier (Montréal, éditions Porte-Bonheur, collection La Clef 2010.  Réédité Montréal, éditions ADA, collection Panache, 2020)
- Les Légendes d'Arménis
  - Cœur de givre (Montréal, éditions Porte-Bonheur, collection La Clef, 2011)
  - Les Âmes perdues (Montréal, éditions Porte-Bonheur, collection La Clef, 2012)
- Les Clowns-vengeurs
  - Valse Macabre (Montréal, éditions Porte-Bonheur, collection Clowns-vengeurs, 2012)
- Les Chroniques de l'Olympe
  - Fils de Troie (2014)
  - Le Retour d'Ulysse (2015)
- Valse Macabre (Montréal, éditions ADA, Nouvelle version augmentée collection Corbeau, 2019)
- Évelyne est morte (Montréal, éditions ADA, collection Corbeau, 2018
- Le métamorphe (Montréal, éditions ADA, collection Panache, 2019
- Investigation (Jeu de table, 2023)
- Jeu de cartes RPG (Jeu de table, 2023)